# Janelle Commissiong
Janelle 'Penny' Commissiong-Chow (Port-of-Spain, 1953) é uma rainha da beleza trinitina, eleita Miss Universo 1977, em 16 de julho daquele ano, em Santo Domingo, República Dominicana. Foi a primeira negra a conquistar o título depois de 25 anos de existência do concurso.

## Biografia
Janelle deixou Trinidad e Tobago aos 13 anos, quando cursava a Bishop Anstey High School e migrou com sua família para os Estados Unidos, vivendo em Nova Iorque por dez anos. Lá estudou moda no Fashion Institute of Technology, retornando à Port of Spain em 1976. No ano seguinte participou do Miss Trinidad e Tobago e foi eleita para representar o país no Miss Universo. Em Santo Domingo, ela recebeu o prêmio de Miss Fotogenia dado pelos fotógrafos que cobrem o concurso, quatro dias antes da final.

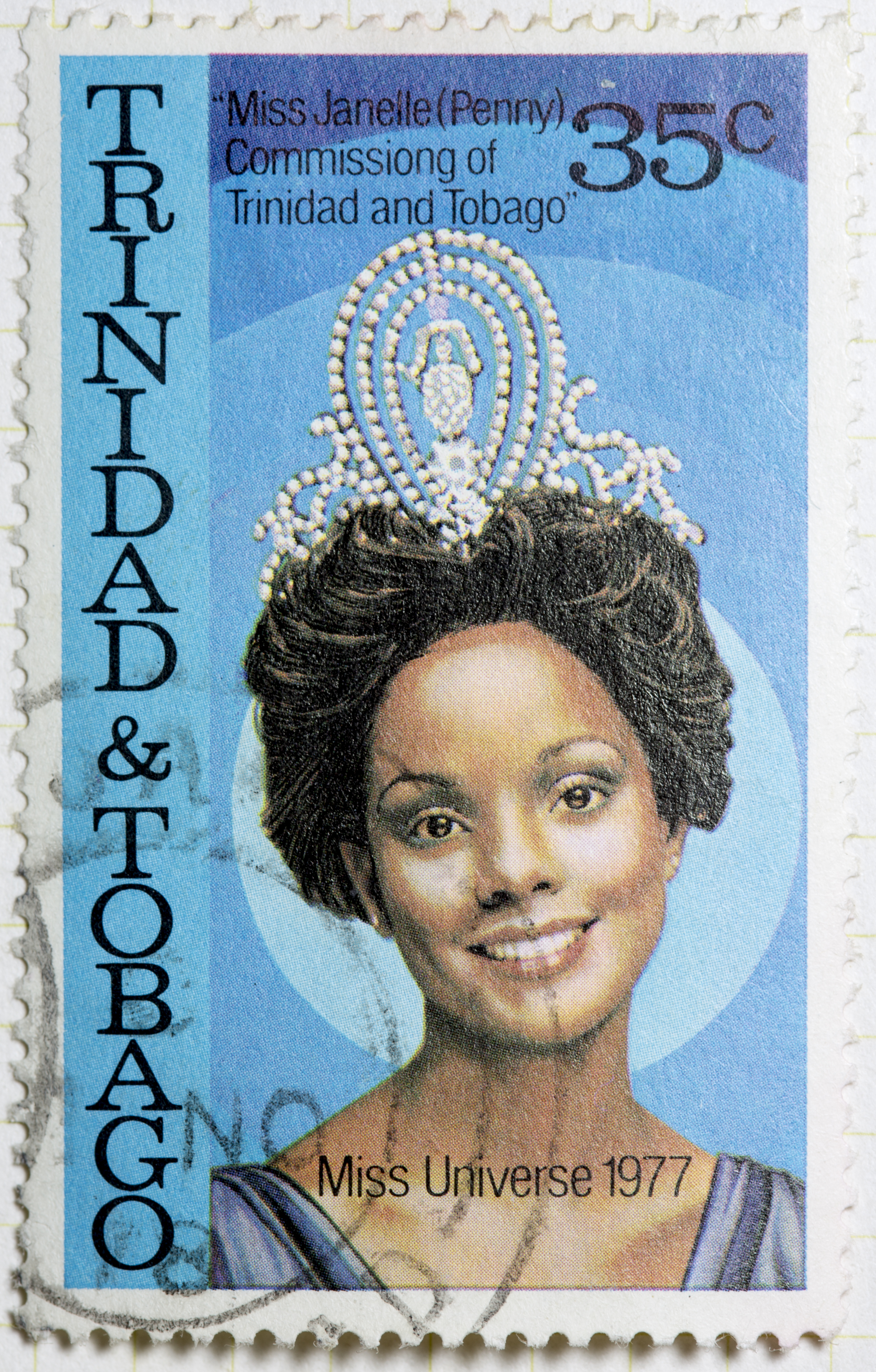
Foto de Janelle em um selo postal de Trindade e Tobago

Popular com os fãs em Santo Domingo, mesmo assim ela nunca foi uma favorita. Mesmo assim, cativou o júri o suficiente para na noite de 16 de julho ser coroada como a primeira Miss Universo negra da história, transformando as ruas de Trinidad e Tobago num grande carnaval da população. Sua vitória fez a plateia aplaudir de pé o momento histórico e levou às lágrimas uma das juradas do concurso, a cantora negra norte-americana Dionne Warwick, que declarou que era "como se ela mesmo tivesse ganhado".
Durante seu reinado, foi uma árdua defensora dos direitos dos negros e da paz mundial. Commissiong foi condecorada com a Cruz da Trindade, a maior honraria de Trinidad e Tobago, por seu trabalho em promover a imagem do país internacionalmente. Três selos também foram emitidos pelo governo em sua homenagem.

### Vida posterior
Um dos prêmios que Janelle ganhou com o título foi um contrato de um ano com a Paramount Pictures, que ela preferiu trocar pelo dinheiro embutido nele, optando por levar uma vida mais privada e não se sentindo preparada para competir com "atrizes de verdade".
Casou com Brian Bowen, fundador da Marina Bowen, uma construtora de barcos no Caribe, que morreu em um acidente em novembro de 1989. Janelle assumiu o controle da firma, que se tornou numa das maiores exportadoras da região, com encomendas da América Central, do mundo todo. No fim dos anos 1990, lançou também uma linha própria de cosméticos. Após a morte de Bowen, casou-se novamente com o empresário Alwin Chow e tem uma filha nascida em 1994. Seu grande ídolo é o velocista Hasely Crawford, primeiro campeão olímpico de Trinidad e Tobago, que no ano anterior de sua coroação conquistou a medalha de ouro nos 100 m rasos dos Jogos Olímpicos de Verão de 1976.
Ela continua envolvida com concursos de beleza, participando de júris do concurso nacional local e do Miss Universo.